# Joan Hohl
Joan Hohl, née le 13 juin 1935 aux États-Unis et morte le 16 juin 2017,, est une écrivaine américaine de romances depuis 1980. Elle utilise également les pseudonymes Paula Roberts et Amii Lorin.

## Biographie
Joan Hohl naît le 13 juin 1935 aux États-Unis. Elle effectue diverses professions, quelques-fois vendeuse dans des magasins, mais le plus souvent ouvrière à l'usine.
À 40 ans, elle commence à écrire et trois ans plus tard, elle publie son premier roman. Elle est considérée comme étant l'une des pionnières dans l'écriture de romances sensuelles et fait partie des premières à écrire un roman du point de vue de l'homme dans des romances sérielles. 

## Œuvres

### Série Thorne
1. (en) Thorne's Way, 1983Inédit en France
2. (en) Thorne's Wife, 1989Inédit en France

### Romans divers
- (en) A Taste for Rich Things, 1984Inédit en France
- (en) Much Needed Holiday, 1985Inédit en France
- (en) The Scent of Lilacs, 1985Inédit en France
- (en) Someone Waiting, 1985Inédit en France
- (en) Nevada Silver, 1986Inédit en France
- (en) California Copper, 1986Inédit en France
- (en) One Tough Hombre, 1987Inédit en France
- (en) Forever Spring, 1988Inédit en France
- Prisonnière d'un souvenir, Harlequin ((en) Moments Harsh, Moments Gentle, 1988)Publié en France dans la collection Duo Harmonie
- (en) Window on Yesterday, 1988Inédit en France
- (en) Silhouette Summer Sizzlers, 1988Inédit en France
- L'étranger de minuit, Harlequin, 1990 ((en) Christmas Stranger, 1989)Publié en France dans la collection Rouge Passion
- (en) Breeze Off the Ocean, 1990Inédit en France
- (en) Convenient Husband, 1992Inédit en France
- (en) Silver Thunder, 1992Inédit en France
- Le prisonnier du passé, Harlequin, 1993 ((en) Lyon's Cub, 1992)Publié en France dans la collection Rouge Passion
- (en) Compromises, 1995Inédit en France
- Un autre printemps, J'ai lu, 2003 ((en) Another Spring, 1996)Publié en France dans la collection Amour et Destin
- (en) Compromise, 1997Inédit en France
- (en) Ever After, 1999Inédit en France
- (en) Something Special, 2000Inédit en France
- (en) Come Home to Love, 2000Inédit en France
- (en) My Own, 2000Inédit en France
- (en) Shadow's Kiss, 2001Inédit en France
- (en) Irresistible, 2002Inédit en France
- (en) More Than Anything, 2002Inédit en France
- (en) Simply Wonderful, 2003Inédit en France
- (en) Someday Soon, 2004Inédit en France
- (en) Cutting Through, 2005Inédit en France
- (en) Maverick, 2007Inédit en France

### Série La famille Sharp
- Barbara au pays des mirages, Harlequin ((en) Texas Gold, 1986)Publié en France dans la collection Rouge Passion
- L'envol du faucon, Harlequin ((en) Falcon's Flight, 1987)Publié en France dans la collection Tentation
- Soir de noces, Harlequin ((en) Lady Ice, 1987)Publié en France dans la collection Rouge Passion

### Série Windows
1. (en) Window on yesterday, 1989Inédit en France
2. (en) Window on Today, 1989Inédit en France
3. (en) Window on Tomorrow, 1989Inédit en France

### Série Branson
1. Passion, rêve ou folie, Harlequin, 1990 ((en) The Gentleman Insists, 1989)Publié en France dans la collection Rouge Passion
2. Divine conquête, Harlequin ((en) Handsome Devil, 1990)Publié en France dans la collection Rouge Passion

### Men at Work Series Multi-Author
- (en) Handsome Devil, 1990Inédit en France

### Série Big, Bad Wolfe
1. Flic et gentleman, Harlequin ((en) Wolfe Waiting, 1993)Publié en France dans la collection Rouge Passion
2. (en) Wolfe Watching, 1994Inédit en France
3. (en) Wolfe Wanting, 1994Inédit en France
4. (en) Wolfe Wedding, 1995Inédit en France
5. (en) Wolfe Winter, 1998Inédit en France

- (en) Big Bad Wolfe: Ready to Wed?, 1999Collection, inédit en France
- (en) Big, Bad Wolfe, At the Altar!, 2000Collection, inédit en France
- (en) Double Wolfe: Wolfe Winter / Wolfe wonder, 2004Collection, inédit en France

### Série Grainger
1. (en) A Memorable Man, 1996Inédit en France
2. Au défi de l'amour, Harlequin, 2005 ((en) The Dakota Man, 2000)Publié en France dans la collection Harlequin Passion
3. (en) A Man Apart, 2005Inédit en France

### Collections
- (en) The Best of Joan Hohl: Tawny Gold Man / Morning Rose, Evening Savage, 1989Inédit en France
- (en) The Best of Joan Hohl: While the Fire Rages / The Game Is Played, 1989Inédit en France
- (en) Snowbound Weekend / Gambler's Love, 1994Inédit en France
- (en) I Do, 2001Inédit en France
- (en) Never Say Never, 2002Inédit en France

### Recueils en collaboration
- (en) Christmas Classics (avec Emilie Richards), 1989Inédit en France
- (en) A Christmas Collection (avec Stella Cameron, Loretta Chase et Linda Lael Miller), 1992Inédit en France
- (en) Love Beyond Time (avec Bobby Hutchinson, Evelyn Rogers et Bobbi Smith), 1994Inédit en France
- (en) A Family Christmas (avec Elizabeth Bevarly et Marilyn Pappano), 1997Inédit en France
- (en) A Daddy Again (avec Dixie Browning et Dorothy Glenn), 1998Inédit en France
- (en) Carried Away (avec Kasey Michaels), 2000Inédit en France
- (en) Tempting the Boss (avec Leanne Banks), 2001Inédit en France
- (en) Winter Loving (avec Diana Palmer), 2001Inédit en France
- (en) Delivered by Christmas (avec Linda Howard et Sandra Steffen), 2002Inédit en France
- (en) Winter Nights (avec Rebecca Brandewyne, Ginna Gray et Ann Major), 2002Inédit en France
- (en) Double Exposure / Playing Games / The Gift of Joy (avec Dianne Drake et Vicki Lewis Thompson), 2005Inédit en France
- (en) A Man Apart / Hot to the Touch (avec Jennifer Greene), 2006Inédit en France
- (en) Men Made in America Vol 6 (avec Cheryl St. John, Barbara Bretton, Allison Leigh et Marisa Carroll)Inédit en France

### Sous le pseudonyme de Paula Roberts
- (en) Come Home to Love, 1980Inédit en France

### Sous le pseudonyme d'Amii Lorin
- (en) Game is Played, 1981Inédit en France
- (en) Snowbound Weekend, 1982Inédit en France
- (en) Morning Rose, 1982Inédit en France
- (en) Gambler's Love, 1982Inédit en France
- (en) Breeze Off the Ocean, 1983Inédit en France
- (en) Candleglow, 1983Inédit en France
- (en) Come Home to Love, 1984Inédit en France
- (en) Night Striker, 1986Inédit en France
- (en) While the Fire Rages, 1992Inédit en France
- (en) The Tawny Gold Man, 1993Inédit en France
- (en) Morning Rose, Evening Savage, 1994Inédit en France
- (en) Power and Seduction, 1995Inédit en France

#### Collections
- (en) Snowbound Weekend / Gambler's Love, 1994Inédit en France
- (en) Breeze Off the Ocean / Morgan Wade's Woman, 1994Inédit en France

#### Recueil en collaboration
- (en) Tale of Love / Power and Seduction (avec Lori Copeland), 1992Inédit en France

## Récompenses
- Much Needed Holiday: Rita Awards du meilleur roman de l'année 1986